# Атаго (тежък крайцер, 1930)
Атаго (на японски: 愛宕) е тежък крайцер на Императорските ВМС на Япония. Първият влязъл в строй представител на типа „Такао“. Носи името „Атаго“ в чест на планината, на която се намира едноименния шинтоистки храм Атаго в префектура Киото.
Построен е в Куре в периода 1927 – 1932 г. Активно се използва в междувоенния период, в периода 1938 – 1939 г. преминава голяма модернизация.
В хода на бойните действия на Тихоокеанския театър на военните действия през Втората световна война в първата половина на 1942 г. в състава на 4-та дивизия крайцери участва в превземането на Малая и Нидерландска Индия, бидейки флагман на адмирал Кондо. В последващата Гуадалканалска кампания крайцерът участва в сраженията при източните Соломонови острови, при островите Санта Крус, втория бой при Гуадалканал и при нейния край евакуация на японските войски. През 1944 г. „Атаго“ участва в сраженията при Марианските острови и в залива Лейте, ставайки първа жертва в последното: бидейки флагмански кораб на адмирал Курита, той е поразен от четири торпеда на американската подводна лодка „Дартер“ (USS Darter (SS-227))и се преобръща след 20 минути.

## Строителство
Поръчката за строителство на третата двойка 10 000-тонни крайцери на стойност по 28,37 млн. йени е дадена в началото на 1927 г. На 23 юни крайцер №10 (втория в двойката) получава названието „Атаго“, в чест на планината в префектура Киото. Това име в ЯИФ се използва за трети път: по-рано то е носено от загиналата по време на Руско-японската война от канонерска лодка построена през 1889 г. и линеен крайцер от типа „Амаги“, разкомплектован на стапела според условията на Вашингтонския договор.
На 28 април 1927 г. неговият корпус е заложен в дока на Морския арсенал в Куре (по-рано там са строени „Нагато“ и „Акаги“, а десетилетие по-късно там ще започне строителството на „Ямато“). На вода крайцерът е спуснат на 16 юни 1930 г.

## Ходови изпитания
На ходовите изпитания от 13 февруари 1932 г. в залива Сукумо при водоизместимост от 12 214 тона и мощност на машините 135 001 к.с. „Атаго“ развива 35,2 възела, което е по-малко от контрактните 35,5. На 30 март същата година той е предаден на флота – първи в серията.

## История на службата

### Довоенна
След влизането си в строй „Атаго“ заедно с еднотипните кораби е приписан към военноморската база в Йокосука. На 14 май 1932 г. крайцерът е посетен от премиер-министъра Цуйоши Инукай. На 1 декември четирите кораба от типа „Такао“ са зачислени в състава на 4-та дивизия крайцери на Втори флот, заемайки мястото на извадените в резерва представители на типа „Миоко“.
През април 1933 г. те съвместно с „Аоба“, „Кинугаса“ и „Како“ участват в учения, включващи нощни стрелби на голяма дистанция с корекция на огъня с помощта на хидросамолети. Според резултатите от тях се изяснява голямото разсейване, което дават новите установки на главния калибър. След това в района на Камегакуби на „Атаго“ са проведени стрелби с даващи цветни петна снаряди, подтвърдили предходните резултати.
От 29 юни до 5 юли 1933 г. 4-та дивизия заедно с „Аоба“, „Кинугаса“ и „Како“ прави поход към Тайван. В периода юли – август тя плава в южните морета, а на 25 август участва в морския парад в Йокохама. От 2 декември до 2 февруари 1934 г. „Атаго“ преминава докуване с модернизация в Йокосука, при която са усъвършенствани приборите за управление на огъня на главния калибър и безжичната свръзка, а също е поставена СУАЗО тип 91.
В периода февруари – април 1934 г. 4-та дивизия участва в ученията със стрелби при бреговете на остров Кюшу. В средата на септември тя заедно с 6-та дивизия („Аоба“, „Кинугаса“, „Фурутака“) посещава Рьоджюн, на 27-и Циндао, а на 5 октомври се връща в Сасебо. От 22 октомври до 30 декември „Атаго“ се намира на ремонт в Йокосука, при това е заменена с усъвършенствана рулевата машина.
От 29 март до 4 април 1935 г. 4-та дивизия заедно с 6-та прави кратък поход към бреговете на Централен Китай. В периода август – септември тя участва в ежегодните маневри на флота при крайбрежието на остров Хоншу, в състава на „синия“ флот. На 15 ноември всички 4 крайцера от типа „Такао“ са извадени в резерва и предадени на охранителния район на Йокосука. За кратък период, от 16 декември до 10 март 1936 г., „Атаго“ се намира в състава на 5-та дивизия („Миоко“, „Начи“, „Хагуро“), заменяйки намиращия се в ремонт след взрив в оръдейната кула „Ашигара“. При това крайцерът е флагман и на тази дивизия, и на целия Втори флот.
След края на разследването на инцидента с Четвърти флот, на „Атаго“, от 14 юни до 31 юли 1936 г., в Йокосука са проведени работи по увеличаване на надлъжната здравина на корпуса, заключаващи се в нитоването на листове стомана тип „D“ с ширина 1,3 м и дебелина 16 мм от двете страни на кила, и листове от същия материал с ширина 1,2 м и дебелина 19 мм – към горната палуба.
На 26 – 28 октомври на борда на „Атаго“, при прехода от Кобе за Етаджима със спирка в Куре и обратно, присъства самият император Хирохито, на 29-ти наблюдаващ морския парад в Кобе, в който участват всичките 4 кораба от типа „Такао“. След това крайцерът продължава да се намира в резерва, а от април 1938 до 20 октомври 1939 г. преминава в Йокосука голяма модернизация. В хода ѝ се модернизира системата за управление на огъня, преправят се мачтите и надстройките, поставят се нови були и система за бързо контранаводняване, свалени са ненадеждните индукционни турбини, строените торпедни апарати са заменени с четирицевни, картечниците тип „Рю“ – с две сдвоени 13,2-мм тип 93 и четири нови сдвоени зенитни автомата тип 96, катапултите тип №2 модел 3 – с тип №2 модел 5. При ходовите изпитания, в крайния етап на модернизацията, на 25 август 1939 г. около Татеяма, „Атаго“, при водоизместимост 14 835 тона и мощност на машините 133 000 к.с., развива 34,12 възела
След края на работите „Атаго“ заедно с „Такао“ се връщат в състава на 4-та дивизия. В края на март – началото на април 1940 г. двата кораба имат поход към крайбрежието на Южен Китай. От средата на февруари и до края на март 1941 г. „Атаго“ заедно с останалите три крайцера плава към китайските брегове и участва в ученията при остров Кюшу. На 17 – 26 април той докува в Йокосука. От 4 май до 30 юни „Атаго“, заедно с „Такао“, се намира в плаване в района на залива Овасе и градовете Бепу и Сукумо. От 4 август до 13 септември крайцерът прави поредния учебен поход в района на пролива Бунго, отбивайки се при това, на 6 август, в Сукумо, на 21-ви в Саеки и на 1 септември в Куре. На 15 – 22 септември в рамките на военните приготовления, „Атаго“ в Йокохама, отново преминава докуване, а на 6 октомври става флагман на 4-та дивизия. Също тогава 13,2-мм картечници са заменени с 25-мм автомати. На 9 – 12 ноември крайцерът отива от Йокосука на остров Хашираджима. На 25 – 27 ноември „Атаго“ заедно с „Мая“ се връща в Йокосука, а на 28-ми към тях се присъединява „Такао“. На 29 ноември – 2 декември трите крайцера преминават от Саеки в Мако. При пристигането на „Атаго“ издига своя флаг командващия Втори флот вицеадмирал Нобутаке Кондо.

### По време на Втората световна война
След влизането на Япония във Втората световна война, на 7 декември 1941 г., „Атаго“ заедно с „Такао“, „Конго“ и „Харуна“ подсигурява далечното прикритие на Първи Малайски конвой. На 9 декември корабите на Кондо се насочват за прихващане на засеченото от подводната лодка „И-65“ съединение „Z“ (линкорите „Принс оф Уелс“ (HMS Prince of Wales (53)) и „Рипалс“ (HMS Repulse (34)), четири разрушителя), планирайки да дадат нощен бой. Операцията е отменена поради това, че 7-ма дивизия (крайцерите от типа „Могами“) не успява да открие противника, на следващия ден британската ескадра е разгромена от авиацията с брегово базиране. На 11 декември съединението на Кондо се връща в Камран. На 14 – 17 декември „Атаго“ заедно с другите кораби осъществява прикритието на Втори Малайски конвой. На 20 – 24 декември крайцерът излиза за оказване на поддръжка на десанта на войските в залива Лингаен на Лусон.
| Главен калибър                  | 5 × 2 – 203,2-мм/50 тип 3 № 2                 | 5 × 2 – 203,2-мм/50 тип 3 № 2                 | 5 × 2 – 203,2-мм/50 тип 3 № 2    | 5 × 2 – 203,2-мм/50 тип 3 № 2    | 5 × 2 – 203,2-мм/50 тип 3 № 2         | 5 × 2 – 203,2-мм/50 тип 3 № 2          |
| Универсална артилерия           | 4 × 1 – 120-мм/45 тип 3                       | 4 × 1 – 120-мм/45 тип 3                       | 4 × 2 – 127-мм/40 тип 89         | 4 × 2 – 127-мм/40 тип 89         | 4 × 2 – 127-мм/40 тип 89              | 4 × 2 – 127-мм/40 тип 89               |
| Малокалибрена зенитна артилерия | 2 × 1 40-мм/39 тип „Би“ 2 × 1 7,7-мм тип „Рю“ | 4 × 2 – 25-мм/60 тип 96, 2 × 2 13,2-мм тип 93 | 6 × 2 – 25-мм/60 тип 96          | 2 × 3, 6 × 2 – 25-мм/60 тип 96   | 2 × 3, 6 × 2, 8 × 1 – 25-мм/60 тип 96 | 6 × 3, 6 × 2, 30 × 1 – 25-мм/60 тип 96 |
| Торпедно въоръжение             | 4 × 2 – 610-мм ТА тип 89                      | 4 × 4 – 610-мм ТА тип 92 модел 1              | 4 × 4 – 610-мм ТА тип 92 модел 1 | 4 × 4 – 610-мм ТА тип 92 модел 1 | 4 × 4 – 610-мм ТА тип 92 модел 1      | 4 × 4 – 610-мм ТА тип 92 модел 1       |
| Катапулти                       | 2 × тип №2 модел 3                            | 2 × тип №2 модел 5                            | 2 × тип №2 модел 5               | 2 × тип №2 модел 5               | 2 × тип №2 модел 5                    | 2 × тип №2 модел 5                     |

На 8 януари 1942 г. „Атаго“ отплава от Камран в състава на съединението на Кондо. Престоявайки от 11-ти до 14-ти в Мако, на 18-ти крайцерът пристига на островите Палау, където се намира до средата на февруари. На 18 – 21 февруари „Атаго“ преминава в Кендари, където се съединява с „Такао“ и „Мая“. На 25 февруари съединението на Кондо (трите крайцера от типа „Такао“ и разрушителите „Араши“ и „Новаки“) напуска Кендари и се насочва за Ява. На 2 март „Атаго“ съвместно с „Такао“ потопява стария американски разрушител „Пилсбери“ (погрешно разпознат като крайцер от типа „Омаха“), изстрелвайки по него 54 203-мм снаряда. Сутринта на 4 март той изиграва активна роля в потопяването от силите на Кондо на британските танкер „Френкол“, шлюпа „Яра“ и плавбазата „Енкин“. Вечерта на същия ден крайцерът пленява нидерландския съд „Дьоймар ван Твист“. В Кендари корабите на Кондо се връщат на 7 март.
На 18 март „Атаго“ излиза в морето и на 17 април пристига в Йокосука, посещайвайки попътно Баликпапан, Макасар, Сингапур, Пенанг и Камран. На 18 април крайцерът, заедно с „Такао“, излиза за прихващане на американското оперативно съединение 16.2, което осъществява първата бомбардировка на Япония, но се връща на 22-ри без нищо. В Йокосука в период до 21 май „Атаго“ преминава ремонт и докуване, получивайки при това новите зенитни оръдия Тип 89.
На 24 – 25 май крайцерът преминава от Йокосука за остров Хашираджима. На 29 май „Атаго“ заедно с главните сили излиза за поддръжка на десанта на Мидуей, но след отмяната на операция „MI“ се връща в базата на 14 юни.
На 11 – 17 август съединението на Кондо преминава на Трук. На 24 – 25 август то се занимава с преследване на американската ескадра след сраженията при източните Соломонови острови, но безуспешно. На 9 – 23 септември корабите на Кондо правят поход към Соломоновите острови, при това на 14-ти са атакувани от американски бомбардировачи B-17E.
На 21 – 30 октомври „Атаго“, в състава на Обединения флот, излиза за участие в сражението при островите Санта Крус, и отново не успява да приеме в него активно участие. На 9 ноември съединението на Кондо отплава за Гуадалканал за обстрел на летището Хендерсън Фийлд. Около пладне на 14-ти „Атаго“ е атакуван от американската подводна лодка „Троут“, която пуска по него пет торпеда, от които не уцелва нито едно. В нощта на 15-ти той участва в боя с американските линкори „Вашингтон“ (USS Washington (BB-56)) и „Саут Дакота“ (USS South Dakota (BB-57)), постигайки заедно с „Такао“ не по-малко от 16 попадения с 203-мм снаряда в последния (само повърхностни повреди) и без да получи сериозни повреди самия той. На 18-ти крайцерите се връщат на Трук.
На 12 – 17 декември „Атаго“ преминава от Трук в Куре, където преминава кратък ремонт, и на 19 – 24 декември се връща обратно. От 31 януари до 9 февруари 1943 г. той, заедно с „Такао“, „Миоко“ и „Хагуро“, осигурява далечното прикритие на евакуацията на японските войски от Гуадалканал.
На 21 – 26 юли 1943 г. „Атаго“ заедно с „Такао“ прави преход от Трук за Йокосука, където преминава ремонт (с докуване на 2 – 9 август) и първата си военна модернизация – при нея са поставени радиолокатор за откриване на въздушни цели №21 и два трицевни 25-мм автомата (общ брой на стволовете – 18). На 9 август длъжността на командващ Втори флот заема вицеадмирал Такео Курита. На 17 август „Атаго“ и „Такао“, с войски на борда, напускат Йокосука, и спирайки на 27-ми в Рабаул, на 29-ти пристигат в Трук. На 18 септември те безуспешно излизат за прихващане на американските самолетоносачи, и престоявайки на 20 – 23 при атола Ениветок, се връщат в базата. Вторично те излизат в същото направление на 17 – 26 октомври, със същия резултат.
На 3 – 5 ноември 4-та дивизия преминава в Рабаул, и на същия ден е подложена на авиационни удари „Даунтлесите“ на ескадрила VB-12. „Атаго“, зареждащ се от танкера „Кокуйо-Мару“, получава повреди от три близки разрива на 500-фунтови (227-кг) авиобомби. В резултат са наводнени отсеци в съседство с машинно отделение №1 и котелни отделения №3 и №9, загиват 22 члена на екипажа (включая командира на кораба капитан 1-ви ранг Накаока) и 64 са ранени. На 6 – 15 ноември крайцерът преминава в Йокосука (с посещение на Трук), където влиза за ремонт, продължил до 26 декември (в т.ч. в сух док – от 18 ноември до 17 декември). Също тогава е направена втората му военна модернизация, включваща в себе си поставянето на още осем единични 25-мм автомата (общо стволове – 26) и радиолокатор за откриване на надводни цели №22 4-та модификация, за подобряване на херметичността на корпуса всички илюминатори на долната палуба и на част от средната са заварени.
След завършването на ремонта „Атаго“, на 26 – 30 декември, прави учебни излизания в морето, а на 4 – 9 януари 1944 г. преминава на Трук. На 10 – 13 февруари той заедно с „Чокай“, „Миоко“ и „Хагуро“ има преход до Палау, при това през нощта на 10-ти съединението е атакувано от американската подводница „Пермит“, четириторпедният залп на която не достига целите. Там крайцерът престоява до края на март.
На 29 март корабите на 4-та и 5-та дивизии напускат Палау, и престоявайки на 1 – 4 април в Давао, на 9-ти пристигат в Лингу. По време на пътя, на 6 април, те са безуспешно атакувани от американската подводница „Дейс“. На 11 – 14 май 4-та дивизия преминава от Линги в Тави-Тави. На 12 юни тя излиза в морето за участие в операцията „А-Го“. „Атаго“ в хода на сраженията не получава никакви повреди, и на 24-ти пристига в Куре, където се намира на ремонт до 8 юли. При това е проведена третата военна модификация: поставени са още четири строени и двадесет два единични 25-мм автомата (общо стволове – 60), допълнителен радар за откриване на въздушни цели №13, РЛС № 22 4-та модификация е модернизирана с поставянето на суперхетеродинен приемник и това позволява да се управлява артилерийския огън, станалите ненужни визьори за следене на целта тип 92 са свалени.
На 8 – 16 юли „Атаго“ преминава от Куре в Сингапур (с престой в Окинава на 10-ти), където на 22 – 30 докува. На 1 август той пристига в Лингу, където престоява почти цялото време до средата на октомври, занимавайки се с подготовка за операцията „Шо-Го“. Едва на 26 – 30 август крайцера заедно с „Такао“ прави кратък поход до Сингапур.
Планът за операцията „Шо-Го“ е приведен в изпълнение на 17 октомври, и в нощта на 18-и Перво ударно съединение напуска Лингу. На 20-и корабите се отбиват в Бруней, а на 22-ри преминават пролива Сан Бернандино. Сутринта на 23 октомври западно от остров Палаван плаващото със 16-визлов зигзагообразен ход съединение е атакувано от американските подводници. В 6.33 флагманския „Атаго“ е поразен в десния борд от четири от шестте пуснати от „USS Darter (SS-227)“ торпеда Mk 14, всяко от които носи 300 кг торпекс. Първото попадение е в склада при 30-ия шпангоут, то разрушава шпилковото отделение и води до нахлуване на вода в носовата част. Второто е при котелно отделение №1, в резултат веднага е наводнено и то, и съседното №2. Третото попадение в района на 180-ия шпангоут води до наводняване на котелно отделение №6 и пожар в съседното №7. В резултат на четвъртото са наводнени машинно отделение №4, задния генераторен отсек и погреба на 4-та кула на ГК. Крайцерът веднага получава крен на десния борд от 8°, бързо нарастнал до 18°. Независимо от контранаводненяването на машинно отделение №3, котелно отделение №7 и водонепроницаемия отсек №4, той скоро достига 23°, а после и 54°, след което е дадена заповед да се напусне кораба. В 6.53 „Атаго“ се преобръща и потъва, с носа напред, това се случва в точката с координати 9°30′ с. ш. 117°13′ и. д. / 9.5° с. ш. 117.216667° и. д. Загиват 360 члена на екипажа, 529 са извадени от водата от разрушителя „Кишинами“ (включая вицеадмирал Курита, членове на щаба на Втори флот начело с контраадмирал Коянаги и командира на крайцера контраадмирал Араки), а още 171 взема на борда си „Асашимо“.
На 20 декември 1944 г. „Атаго“ е изключен от списъците на флота.

## Командири
- 20.6.1930 – 1.12.1932 капитан 1-ви ранг (тайса) Кеничи Сада (на японски: 佐田 健一)[40];
- 1.12.1932 – 15 ноември 1933 капитан 1 ранг (тайса) Ибо Такахаши (на японски: 高橋伊望)[41];
- 15 ноември 1933 – 1.11.1934 капитан 1 ранг (тайса) Гиичи Мията (на японски: 宮田 義一)[42];
- 1.11.1934 – 15 ноември 1935 капитан 1 ранг (тайса) Шигеру Сонода (на японски: 園田滋)[43];
- 15 ноември 1935 – 15.4.1936 капитан 1 ранг (тайса) Коджо Суджукида (на японски: 鈴木田幸造);
- 15.4.1936 – 1.12.1936 капитан 1 ранг (тайса) Шеичи Ито (на японски: 伊藤整一)[44];
- 1.12.1936 – 12.7.1937 капитан 1 ранг (тайса) Аритомо Гото (на японски: 五藤存知)[45];
- 12.7.1937 – 1.12.1937 капитан 1 ранг (тайса) Такео Окумото (на японски: 奥本武夫);
- 1.12.1937 – 10.8.1938 капитан 1 ранг (тайса) Минбу Сакано (на японски: 坂野民部);
- 10.8.1938 – 15 ноември 1938 капитан 1 ранг (тайса) Чюго Минова (на японски: 蓑輪中五);
- 15 ноември 1938 – 15 ноември 1939 капитан 1 ранг (тайса) Сейго Такацука (на японски: 高塚省吾)[46];
- 15 ноември 1939 – 15 октомври 1940 капитан 1 ранг (тайса) Чимаки Кавано (на японски: 河野千万城)[47];
- 15 октомври 1940 – 11.8.1941 капитан 1 ранг (тайса) Томиджи Коянаги (на японски: 小柳富次)[48];
- 11.8.1941 – 1.12.1942 капитан 1 ранг (тайса) Мацуджи Иджюин (на японски: 伊集院松治)[49];
- 1.12.1942 – 5.11.1943 капитан 1 ранг (тайса)[Коментари 3] Нобуки Накаока (на японски: 中岡信喜)[50];
- 15 ноември 1943 – 23 ноември 1944 капитан 1 ранга (тайса)[Коментари 4] Цуто Араки (на японски: 荒木伝)[51];

## Коментари
1. ↑  При влизането му в строй е класифициран като крайцер 1-ви клас (ито дзюнъйокан, по водоизместимост), от 1931 г. като клас A (ко-кю дзюнъйокан, с 8-дюймов главен калибър, т.е. тежък).
2. ↑  По стечение на обстоятелствата тази визита се състои ден преди убийството на
Инукай от единадесет радикално настроени морски офицера (т.нар. „Инцидент от 15 май 1932 г.“).
3. ↑  Посмъртно повишен до звание контраадмирал (шошо).
4. ↑  Контраадмирал (шошо) от 15 ноември 1944 г.